# Paul Vacher
Paul Joseph Eugène Vacher (Parigi, 19 febbraio 1902 – Parigi, 12 novembre 1975) è stato un profumiere francese.
Nel 1937 acquisì l'azienda di profumeria Parfumeur le Galion, precedentemente fondata dal principe Murat, per la quale creò alcuni fra i più celebri profumi commercializzati all'epoca, come Bourrasque (1937), Sortilège (1937), Brumes (1938) e Snob (1952).
In precedenza Vacher aveva lavorato per numerose altre aziende, fra cui Guerlain. Aveva inoltre partecipato alla realizzazione di celebri profumi come Miss Dior per Christian Dior nel 1947 con Jean Carles, ed Arpège per Lanvin nel 1927 insieme a André Fraysse.